# Arrondissement Tielt
Het arrondissement Tielt is een van de acht arrondissementen van de provincie West-Vlaanderen in België. Het arrondissement heeft een oppervlakte van 331,84 km² en telde 96.116 inwoners op 1 januari 2025.
Het arrondissement is enkel een bestuurlijk arrondissement. Gerechtelijk maakten de meeste gemeenten tot 2014 deel uit van het voormalige gerechtelijk arrondissement Brugge, behalve de gemeenten Meulebeke, Dentergem, Oostrozebeke en Wielsbeke, die bij het voormalige gerechtelijk arrondissement Kortrijk behoorden. Vanaf 1 april 2014 behoort het arrondissement tot het gerechtelijk arrondissement West-Vlaanderen. Tot 2006 was dit arrondissement ook een afzonderlijk kiesarrondissement. Sinds 2012 behoort het tot het kiesarrondissement Roeselare-Tielt.

## Geschiedenis
Het arrondissement Tielt ontstond in 1818 door afscheiding van de kantons Ruiselede en Tielt van het arrondissement Brugge en het kanton Meulebeke van het arrondissement Kortrijk.
In 1823 werden een aantal gemeenten van het opgeheven arrondissement Torhout en het kanton Oostrozebeke van het eveneens opgeheven arrondissement Wakken aangehecht.
Van het arrondissement Roeselare werd in 1977 de gemeente Ardooie aangehecht.

## Administratieve indeling

### Structuur
| Tielt            | Tielt            | Supranationaal         | Nationaal                         | Nationaal                 | Gemeenschap               | Gewest                    | Provincie       | Arrondissement  | Provinciedistrict | Kanton          | Gemeente        | District         |
| ---------------- | ---------------- | ---------------------- | --------------------------------- | ------------------------- | ------------------------- | ------------------------- | --------------- | --------------- | ----------------- | --------------- | --------------- | ---------------- |
| Administratief   | Niveau           | Europese Unie          | België                            | België                    | Vlaanderen                | Vlaanderen                | West-Vlaanderen | Tielt           | Tielt             | Tielt           | 9               | -                |
| Administratief   | Bestuur          | Europese Commissie     | Belgische regering                | Belgische regering        | Vlaamse regering          | Vlaamse regering          | Deputatie       | Deputatie       | Deputatie         | Deputatie       | Gemeentebestuur | Districtscollege |
| Administratief   | Raad             | Europees Parlement     | Kamer van volksvertegenwoordigers | Vlaams Parlement          | Vlaams Parlement          | Vlaams Parlement          | Provincieraad   | Provincieraad   | Provincieraad     | Provincieraad   | Gemeenteraad    | Districtsraad    |
| Kiesomschrijving | Kiesomschrijving | Nederlands Kiescollege | Kieskring West-Vlaanderen         | Kieskring West-Vlaanderen | Kieskring West-Vlaanderen | Kieskring West-Vlaanderen | Roeselare-Tielt | Roeselare-Tielt | Tielt             | 4               | 9               | -                |
| Verkiezing       | Verkiezing       | Europese               | Federale                          | Federale                  | Vlaamse                   | Vlaamse                   | Provincieraads- | Provincieraads- | Provincieraads-   | Provincieraads- | Gemeenteraads-  | Districtsraads-  |

Gemeenten:
- Ardooie
- Dentergem
- Oostrozebeke
- Pittem
- Tielt
- Wielsbeke
- Wingene

Deelgemeenten:
| - Aarsele - Ardooie - Dentergem - Egem - Kanegem - Koolskamp - Markegem |

| - Meulebeke - Oeselgem - Ooigem - Oostrozebeke - Pittem - Ruiselede - Schuiferskapelle |

| - Sint-Baafs-Vijve - Tielt - Wakken - Wielsbeke - Wingene - Zwevezele |

## Demografische evolutie
- Bron:NIS - Opm:1830 t/m 1980=volkstellingen; vanaf 1990= inwoneraantal per 1 januari

| Inwoners van jaar tot jaar op 1 januari 1992 tot heden | Inwoners van jaar tot jaar op 1 januari 1992 tot heden | Inwoners van jaar tot jaar op 1 januari 1992 tot heden |
| Jaar                                                   | Aantal                                                 | Evolutie: 1992=index 100                               |
| ------------------------------------------------------ | ------------------------------------------------------ | ------------------------------------------------------ |
| 1992                                                   | 86.372                                                 | 100,0                                                  |
| 1993                                                   | 86.620                                                 | 100,3                                                  |
| 1994                                                   | 86.855                                                 | 100,6                                                  |
| 1995                                                   | 87.162                                                 | 100,9                                                  |
| 1996                                                   | 87.412                                                 | 101,2                                                  |
| 1997                                                   | 87.641                                                 | 101,5                                                  |
| 1998                                                   | 87.671                                                 | 101,5                                                  |
| 1999                                                   | 87.731                                                 | 101,6                                                  |
| 2000                                                   | 88.061                                                 | 102,0                                                  |
| 2001                                                   | 88.034                                                 | 101,9                                                  |
| 2002                                                   | 88.085                                                 | 102,0                                                  |
| 2003                                                   | 88.192                                                 | 102,1                                                  |
| 2004                                                   | 88.330                                                 | 102,3                                                  |
| 2005                                                   | 88.527                                                 | 102,5                                                  |
| 2006                                                   | 88.787                                                 | 102,8                                                  |
| 2007                                                   | 89.178                                                 | 103,2                                                  |
| 2008                                                   | 89.574                                                 | 103,7                                                  |
| 2009                                                   | 90.042                                                 | 104,2                                                  |
| 2010                                                   | 90.274                                                 | 104,5                                                  |
| 2011                                                   | 90.672                                                 | 105,0                                                  |
| 2012                                                   | 91.065                                                 | 105,4                                                  |
| 2013                                                   | 91.336                                                 | 105,7                                                  |
| 2014                                                   | 91.670                                                 | 106,1                                                  |
| 2015                                                   | 91.910                                                 | 106,4                                                  |
| 2016                                                   | 92.124                                                 | 106,7                                                  |
| 2017                                                   | 92.355                                                 | 106,9                                                  |
| 2018                                                   | 92.615                                                 | 107,2                                                  |
| 2019                                                   | 92.905                                                 | 107,6                                                  |
| 2020                                                   | 93.428                                                 | 108,2                                                  |
| 2021                                                   | 94.726                                                 | 108,5                                                  |
| 2022                                                   | 94.382                                                 | 109,3                                                  |
| 2023                                                   | 95.182                                                 | 110,2                                                  |
| 2024                                                   | 95.620                                                 | 110,7                                                  |
| 2025                                                   | 96.116                                                 | 111,3                                                  |

Aalst · Aarlen · Aat · Antwerpen · Bastenaken · Bergen · Borgworm · Brugge · Brussel-Hoofdstad · Charleroi · Dendermonde · Diksmuide · Dinant · Doornik-Moeskroen · Eeklo · Gent · Halle-Vilvoorde · Hasselt · Hoei · Ieper · Kortrijk · La Louvière · Leuven · Luik · Maaseik · Marche-en-Famenne · Mechelen · Namen · Neufchâteau · Nijvel · Oostende · Oudenaarde · Philippeville · Roeselare · Sint-Niklaas · Thuin · Tielt · Tongeren · Turnhout · Verviers · Veurne · Virton · Zinnik